# Llista de governadors de Veracruz

Escut de l'estat de Veracruz

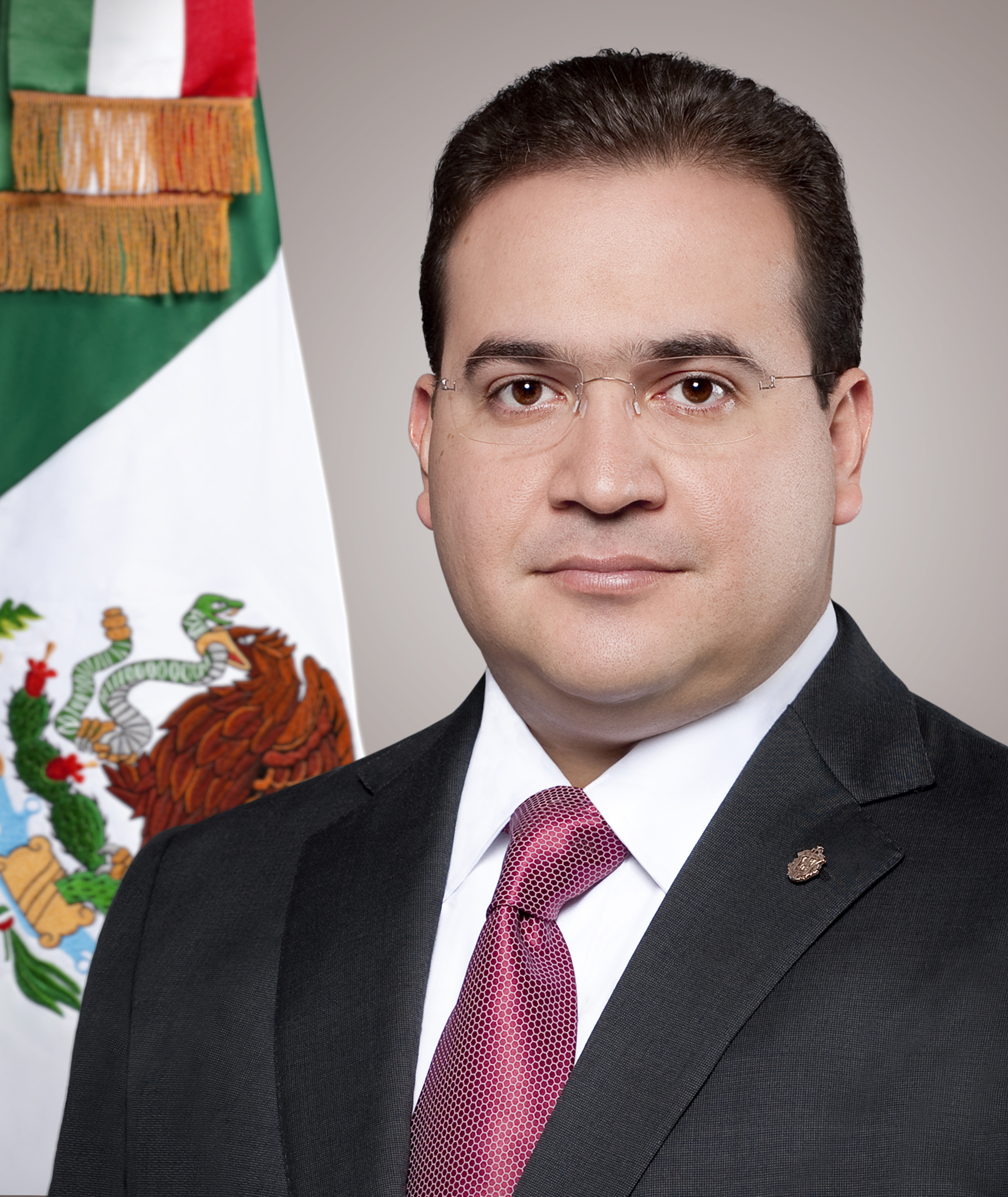
Javier Duarte de Ochoa

Aquesta és la llista dels governadors de Veracruz. Segons la Constitució Política de l'Estat Lliure i Sobirà de Veracruz de Ignacio de la Llave, l'exercici del Poder Executiu d'aquesta entitat mexicana, es diposita en un sol individu, que es denomina Governador Constitucional de l'Estat Lliure i Sobirà de Veracruz de Ignacio de la Llave i que és elegit per a un període de 6 anys no reeligibles sota cap motiu. El període governamental comença el dia 1 de desembre de l'any de l'elecció i acaba el 30 de novembre després d'haver transcorregut sis anys.
L'Estat de Veracruz va ser creat en 1824, i fou un dels estats originals de la federació, per la qual cosa al llarg de la seva vida històrica ha passat per tots els sistemes de govern vigents a Mèxic, tant el sistema Federal com el sistema Central, per la qual cosa la denominació de l'entitat ha variat entre Estat i Departament; variant juntament amb ella, la denominació del titular del Poder Executiu de l'Estat.
Els individus que han ocupat el govern de l'Estat de Veracruz, en les seves diferents denominacions, han estat els següents:

## Estat Lliure i Sobirà de Veracruz
- (1824 - 1825): Guadalupe Victoria[1]
- (1825 - 1828): Miguel Barragán
- (1828 - 1829): José María Tornel[2]

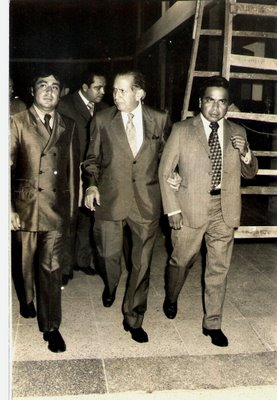
Rafael Murillo Vidal

- (1829 - 1829): Sebastián Camacho Castilla (Primer Mandat)
- (1829 - 1829): Antonio López de Santa Anna (Primer Mandat)
- (1829 - 1829): Sebastián Camacho Castilla (Segon Mandat)
- (1829 - 1829): Antonio López de Santa Anna (Segon Mandat)
- (1829 - 1830): Antonio López de Santa Anna (Tercer Mandat)
- (1833 - 1833): Antonio Juille y Moreno (Primer Mandat)
- (1833 - 1834): Antonio Juille y Moreno (Segon Mandat)
- (1855 - 1857): Ignacio de la Llave y Segura Zevallos (Primer Mandat)
- (1855 - 1855): Juan Soto Ramos (Governador substitut)[2]
- (1857 - 1857): Manuel Gutiérrez Zamora (Primer Mandat)
- (1857 - 1857): José de Emparam (Governador substitut)[2]
- (1857 - 1861): Manuel Gutiérrez Zamora (Segon Mandat)
- (1861 - 1861): Juan Fernando de Jesús Corona y Arpide (Primer Mandat)[2] vegeu Codis Corona
- (1861 - 1862): Ignacio de la Llave y Segura Zevallos

## Estat Lliure i Sobirà de Veracruz-Llave
- (1862 - 1863): Francisco Hernández y Hernández (Primer Mandat)[2]
- (1867 - 1867): Ignacio R. Alatorre[2]
- (1867 - 1872): Francisco Hernández y Hernández (Segon Mandat)
- (1868 - 1869): Juan Fernando de Jesús Corona y Arpide (Segon Període)
- (1869 - 1869): Juan Fernando de Jesús Corona y Arpide (Tercer Període)
- (1872 - 1872): Manuel Muñoz Guerra (Governador substitut)[2]
- (1872 - 1875): Francisco Landero y Coss
- (1875 - 1876): José María Mena Isassi (Governador substitut)
- (1876 - 1877): Marcos Carrillo (Governador substitut)[2]
- (1877 - 1880): Luis Mier y Terán
- (1880 - 1883): Apolinar Castillo
- (1883 - 1884): José Cortés Frías (Governador substitut)[2]
- (1884 - 1888): Juan de la Luz Enríquez Lara (Primer Mandat)
- (1888 - 1892): Juan de la Luz Enríquez Lara (Segon Mandat)
- (1892 - 1892): Manuel Leví (Governador substitut)
- (1892 - 1892): Leandro M. Alcolea Sierra (Governador substitut)
- (1892 - 1896): Teodoro A. Dehesa Méndez (Primer Mandat)
- (1896 - 1900): Teodoro A. Dehesa Méndez (Segon Mandat)
- (1900 - 1904): Teodoro A. Dehesa Méndez (Tercer Mandat)
- (1904 - 1908): Teodoro A. Dehesa Méndez (Quart Mandat)
- (1908 - 1911): Teodoro A. Dehesa Méndez (Cinquè Mandat)
- (1911 - 1911): Emilio Léycegui (Governador substitut)[2]
- (1911 - 1911): León Aillaud (Governador substitut)[2]
- (1911 - 1912): Manuel Ma. Alegre (Governador substitut)
- (1912 - 1912): Francisco Lagos Cházaro
- (1912 - 1913): Antonio Pérez Rivera
- (1913 - 1913): Enríque Camacho[2]
- (1913 - 1920): Cándido Aguilar Vargas
- (1914 - 1914): Eduardo M. Caúz (Governador substitut)
- (1914 - 1914): Manuel Pérez Romero (Governador substitut)
- (1915 - 1915): Agustín Millán (Governador substitut)
- (1916 - 1916): Miguel Aguilar (Governador substitut)[2]
- (1916 - 1916): Manuel García Jurado (Governador substitut)
- (1916 - 1916): Heriberto Jara Corona (Governador substitut)
- (1917 - 1917): Adalberto Palacios (Governador substitut)
- (1917 - 1917): Mauro Loyo Sánchez (Governador substitut)[2]
- (1918 - 1918): José María Mena (Governador substitut)
- (1918 - 1918): Delfino Victoria (Governador substitut)
- (1919 - 1920): Armando Deschamps (Governador substitut)[2]
- (1920 - 1920): Juan J. Rodríguez (Governador substitut)
- (1920 - 1920): Gustavo Bello (Governador substitut)
- (1920 - 1923): Adalberto Tejeda Olivares (Primer Mandat)
- (1923 - 1924): Antonio Nava (Governador substitut)[2]
- (1924 - 1924): Gabriel Garzón Cossa (Governador substitut)
- (1924 - 1927): Heriberto Jara Corona (Gobernador Propietario)
- (1927 - 1928): Abel S. Rodríguez (Governador substitut)[2]
- (1928 - 1932): Adalberto Tejeda Olivares (Segon Mandat)
- (1932 - 1932): Miguel Aguillón Guzmán (Governador substitut)
- (1932 - 1935): Gonzalo Vázquez Vela[2]
- (1935 - 1936): Guillermo Rebolledo (Governador substitut)
- (1936 - 1936): Ignacio Herrera Tejeda (Governador substitut)
- (1936 - 1939): Miguel Alemán Valdés
- (1939 - 1940): Fernando Casas Alemán (Governador substitut)[3]
- (1940 - 1944): Jorge Cerdán Lara
- (1943 - 1943): Miguel Aguillón Guzmán (Governador substitut)
- (1944 - 1948): Adolfo Ruiz Cortines
- (1948 - 1950): Ángel Carvajal Bernal (Governador substitut)[4]
- (1950 - 1956): Marco Antonio Muñoz Turnbull
- (1956 - 1962): Antonio Modesto Quirasco
- (1962 - 1968): Fernando López Arias
- (1968 - 1974): Rafael Murillo Vidal
- (1974 - 1980): Rafael Hernández Ochoa
- (1980 - 1986): Agustín Acosta Lagunes
- (1986 - 1988): Fernando Gutiérrez Barrios
- (1988 - 1992): Dante Delgado Rannauro (Governador substitut)
- (1992 - 1998): Patricio Chirinos Calero
- (1998 - 2004): Miguel Alemán Velasco

## Estat Lliure i Sobirà de Veracruz de Ignacio de la Llave
- (2004 - 2010): Fidel Herrera Beltrán
- (2010 - 2016): Javier Duarte de Ochoa